# LPDDR

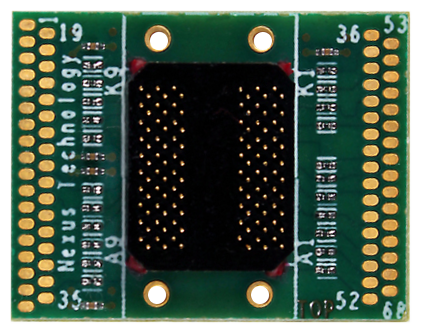
lățimepx

LPDDR (Low Power DDR), sau LPDDR SDRAM, numită și DDR mobil (mDDR), este un tip de memorie DDR SDRAM adaptată pentru smartphone, tablete și sisteme înglobate. Memoriile LPDDR sunt de mici dimensiuni, nu se încălzesc excesiv și au un consum redus de energie. Principalii furnizori mondiali de astfel de memorii sunt Samsung Electronics, Micron Technology și SK Hynix.
Datorită faptului că în smarthphone-uri nu există o memorie RAM dedicată pentru chipsetul grafic, memoria LPDDR este împărțită între nucleele de procesare și unitatea de procesare grafică (GPU), pe același SoC care încorporează CPU și GPU . De regulă, capacitățile în smarthphone sunt de 1, 2, 4, 6, sau 8 GB RAM. Spre deosebire de memoriile DDR SDRAM, care funcționează la 64-bit, LPDDR au o lățime de bandă de 16 sau 32 biți.

## Versiuni
Prima versiune LPDDR1, este o adaptare DDR SDRAM cu unele modificări pentru a reduce consumul de energie. Cea mai importantă modificare este scăderea tensiunii de alimentare de la 2,5 la 1,8 V. A fost prezentă pe smartphone și tablete precum Apple iPhone 3GS, iPad, Samsung Galaxy Tab și Motorola Droid X.

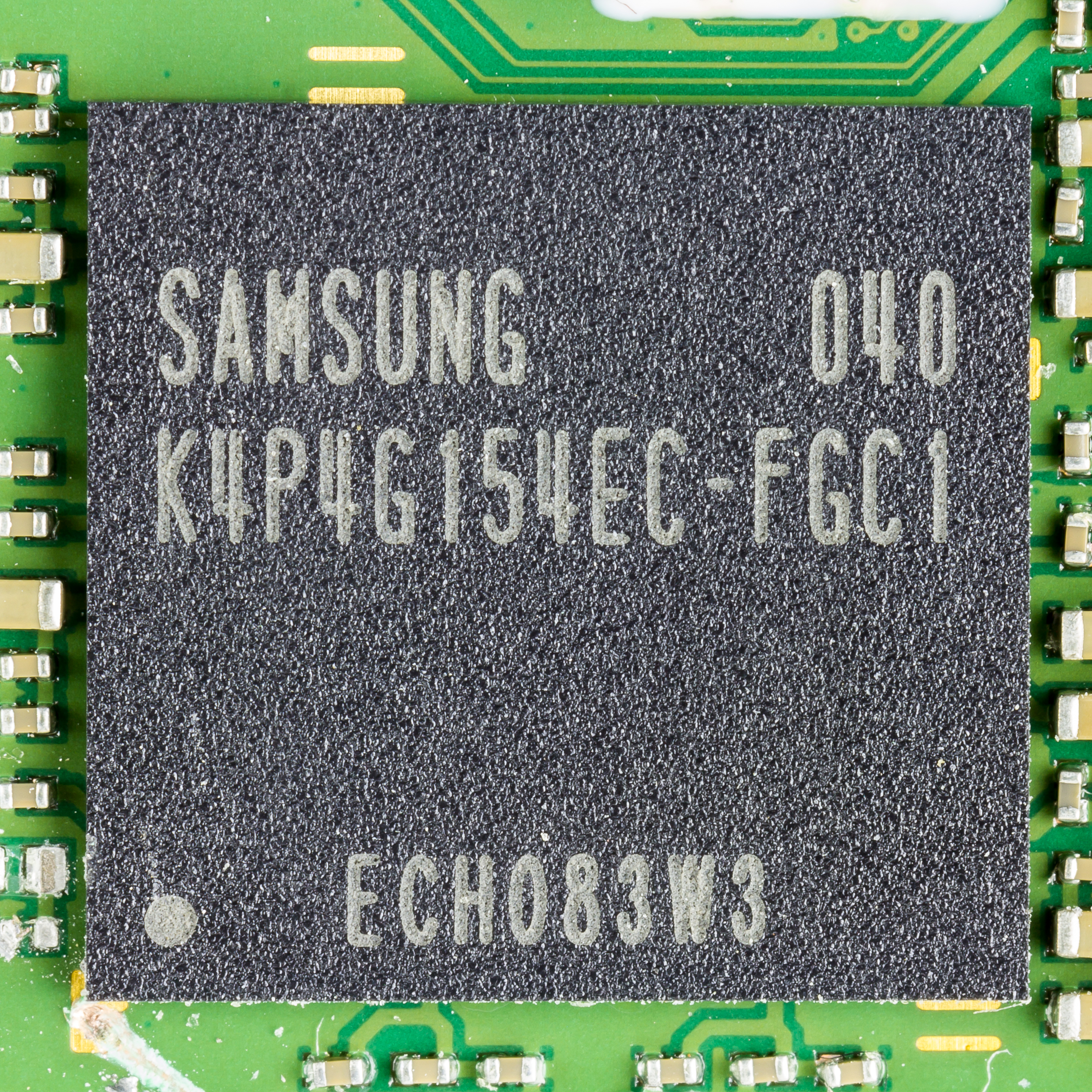
lățimepx

### LPDDR2
LPDDR2 este unul dintre cele mai populare tipuri de memorie mobilă utilizate în smarthphone, tablete și alte dispozitive mobile. Memoria LPDDR2 oferă viteză de 400-533 MHz (1066 MT/s), capacitate maximă de 4GB RAM, la o tensiune de 1,2 V și o lățime de bandă de până la 8,5 GB/s, de două ori mai rapidă decât LPDDR1.

### LPDDR3
În mai 2012, JEDEC a publicat standardul JESD209-3 pentru memoria LPDDR3. Această a treia generație, funcționează la o frecvență de 800 MHz DDR (1600 MT/s) și 12,8 GB/s lățime de bandă.
Versiunea LPDDR3e (Enhanced) crește rata de date până la 2133 MT/s.
LPDDR3 a ajuns în producție comercială în 2013, primele dispozitive au inclus notebock-urile MacBook Air 2013, și Microsoft Surface Pro 3, smarthphone-urile Nexus 10, Xiaomi Mi3 și Samsung Galaxy S4 (GT-I9500). 

### LPDDR4
Pe 25 august 2014, JEDEC a lansat standardul JESD209-4 LPDDR4.Modulele de memorie LPDDR4 au o viteză de transfer de date care a crescut la 3200 MT/s, 17 GB/s lățime de bandă, capacitate de 4...8 GB RAM, și cu 40% mai puțin consum de energie la o tensiune de 1,1 V. LPDDR4 este prima memorie RAM mobilă care include două canale de 16-bit (2 x 16 biți), ceeace favorizează smartphone-urile cu rezoluție Quad HD și alte aplicații grafice intensive. Acest tip de memorie este utilizat pe dispozitivele Samsung Galaxy S6, Samsung Galaxy S7, HTC One M9, HTC 10, Xiaomi Mi Note Pro & OnePlus, LG G Flex 2.

### LPDDR4X
După publicarea standardului de către JEDEC pe 8 martie 2017 , Samsung a lansat noua memorie  LPDDR4X (eXtended) de 12 GB, (2 x 16 biți).. Aceasta permite o experiență extraordinară în viitoarele modele smartphone cu >5 camere, dimensiuni mai mari de ecran și caracteristici AI și 5G.
Capacitatea de 12 GB a fost realizată prin procesul de fabricație de 10 nm într-un singur pachet, oferind mai mult spațiu pentru acumulator. În plus, prin utilizarea acestei tehnologii, LPDDRX oferă o rată de transfer de 4266 Mbit/s, 34,1 GB/s lățime de bandă, două canale de 16 biți (2 x 16-bit), tensiune de numai 0,6 V, reducând în același timp consumul de energie.
Smartphone cu LPDDR4X: Samsung Galaxy S9, Huawei Nova 6 SE, Lenovo Z6 Pro 5G, Xiaomi Mi 9 Pro 5G, Blackview BV9900 ș.a.

### LPDDR5
Standardul a fost definit de JEDEC în februarie 2019 .
LPDDR5 aduce o viteză îmbunătățită de transfer de date (până la 50%) la un consum mai mic de energie (până la 30%) față de LPDDR4X.
Deocamdată, numai Samsung produce LPDDR5 de 12 GB folosind tehnologia 10 nm. LPDDR5 12 GB produsă de Samsung are o lățime de bandă de 44 GB/s, 5500 MT/s rată de transfer de date care este cu aproximativ 30% mai mare decât LPDDR4x (4266 MT/s). O memorie LPDDR5 de 16 GB de asemenea de la Samsung, care va avea o rată de 6400 MT/s, o îmbunătățire de aproximativ 50% față de LPDDR4x, este de așteptat să fie produsă în 2020.
Memoria LPDDR5 este încă considerată o memorie scumpă, iar suportul este destul de limitat. În prezent, doar Samsung 990 și Qualcomm Snapdragon 865 sunt chipseturile care acceptă LPDDR5.
Samsung Galaxy S20 apărut în primul trimestru al anului 2019, este primul smarthphone care include memoria LPDDR5. De asemenea, este de așteptat ca următoarea generație de iPhone să folosească acest RAM de ultimă generație. Un alt telefon cu LPDDR5 este ZTE Axon 10s Pro 5G.
În afară de telefoane, LPDDR5 își găsește aplicații în cloud computing, vehicule autonome și sisteme de realitate augmentată.